# Lindeberg (adelsätt)
Lindeberg är en utslocknad  svensk adelsätt.
Majoren  Mårten Henningsson adlades 1647 ned namnet Lindeberg och introducerades samma år på Riddarhuset under nummer 379. Den utslocknade på svärdssidan 1720 med en sonson till den först adlade. Genom sin existens var ätten knuten till Motala socken, bland annat med gårdarna Lindenäs och Bergsätter.

## Kända medlemmar
- Mårten Lindeberg (död 1652), major
- Hieronymus Lindeberg (död 1677), överste